# Claveria (Misamis oriental)
Pour les articles homonymes, voir Claveria.
Claveria est une localité de la province du Misamis oriental, aux Philippines. En 2015, elle compte 48 906 habitants.